# Vădaș, Mureș
Vădaș (în maghiară Vadasd) este un sat în comuna Neaua din județul Mureș, Transilvania, România.

## Istoric
Pe Harta Iosefină a Transilvaniei din 1769-1773 (Sectio 144), localitatea a apărut sub numele de „Vadasd”.

## Imagini

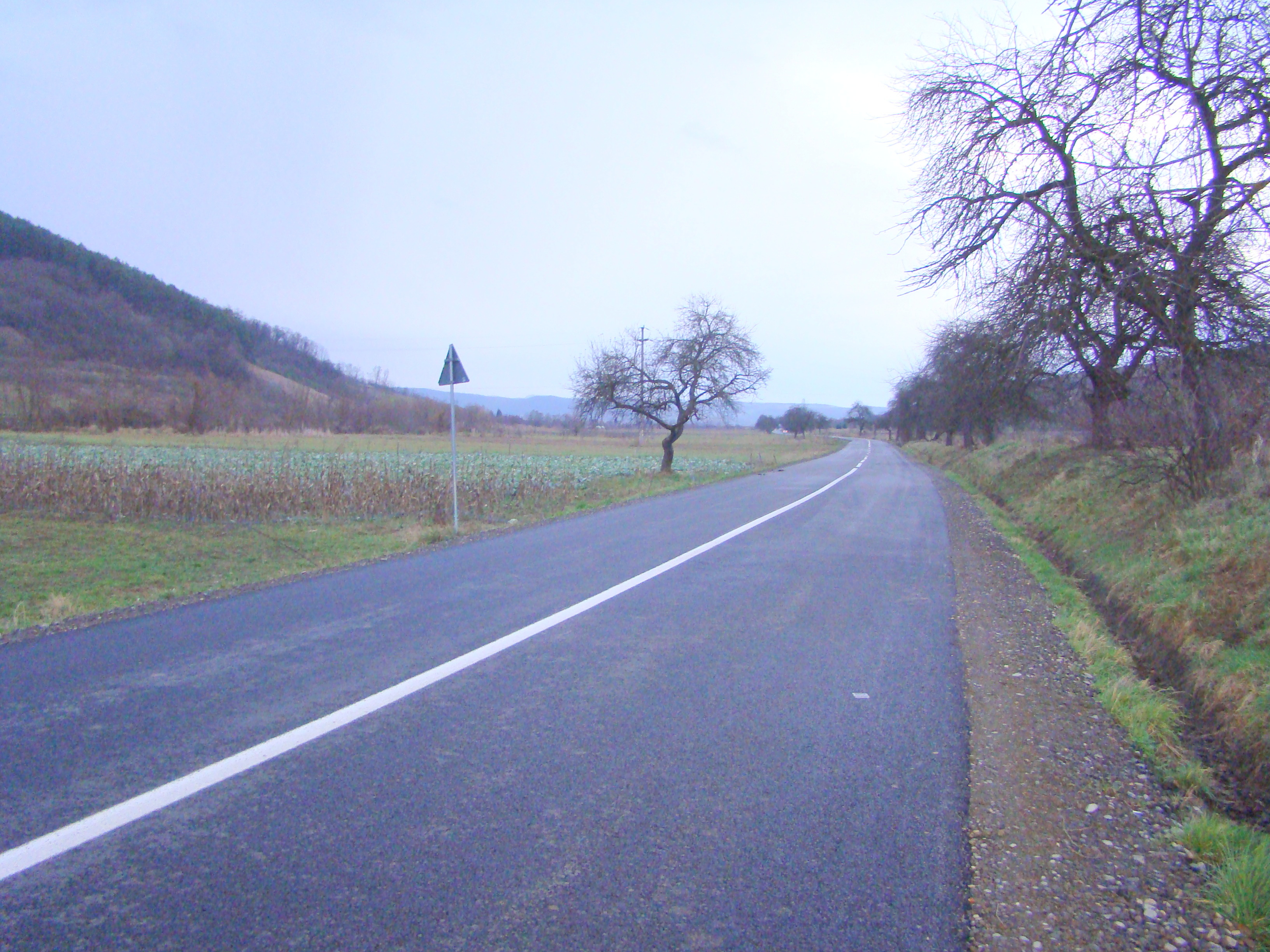
Drumul Viforoasa-Vădaș
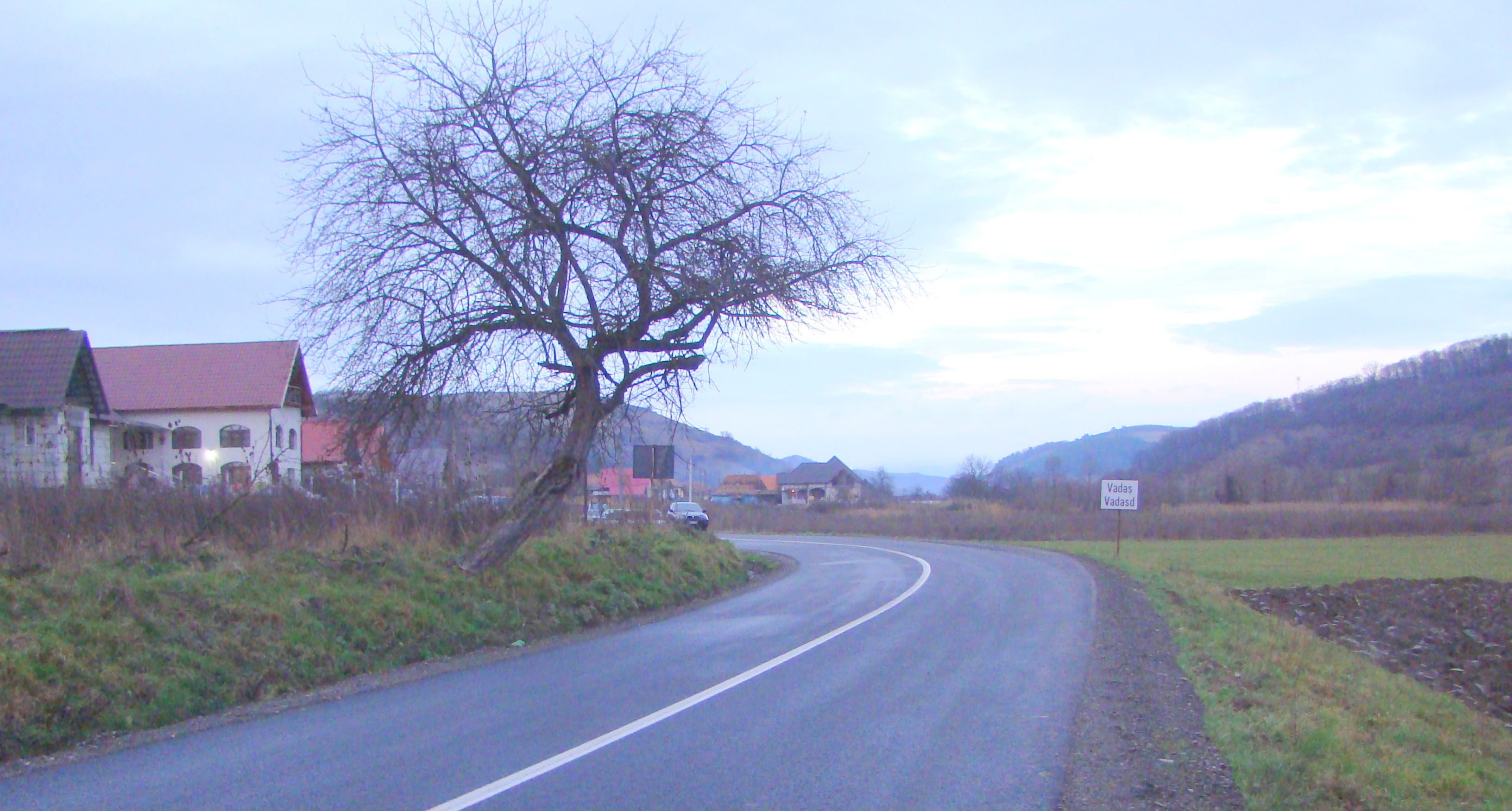
Intrarea în localitate
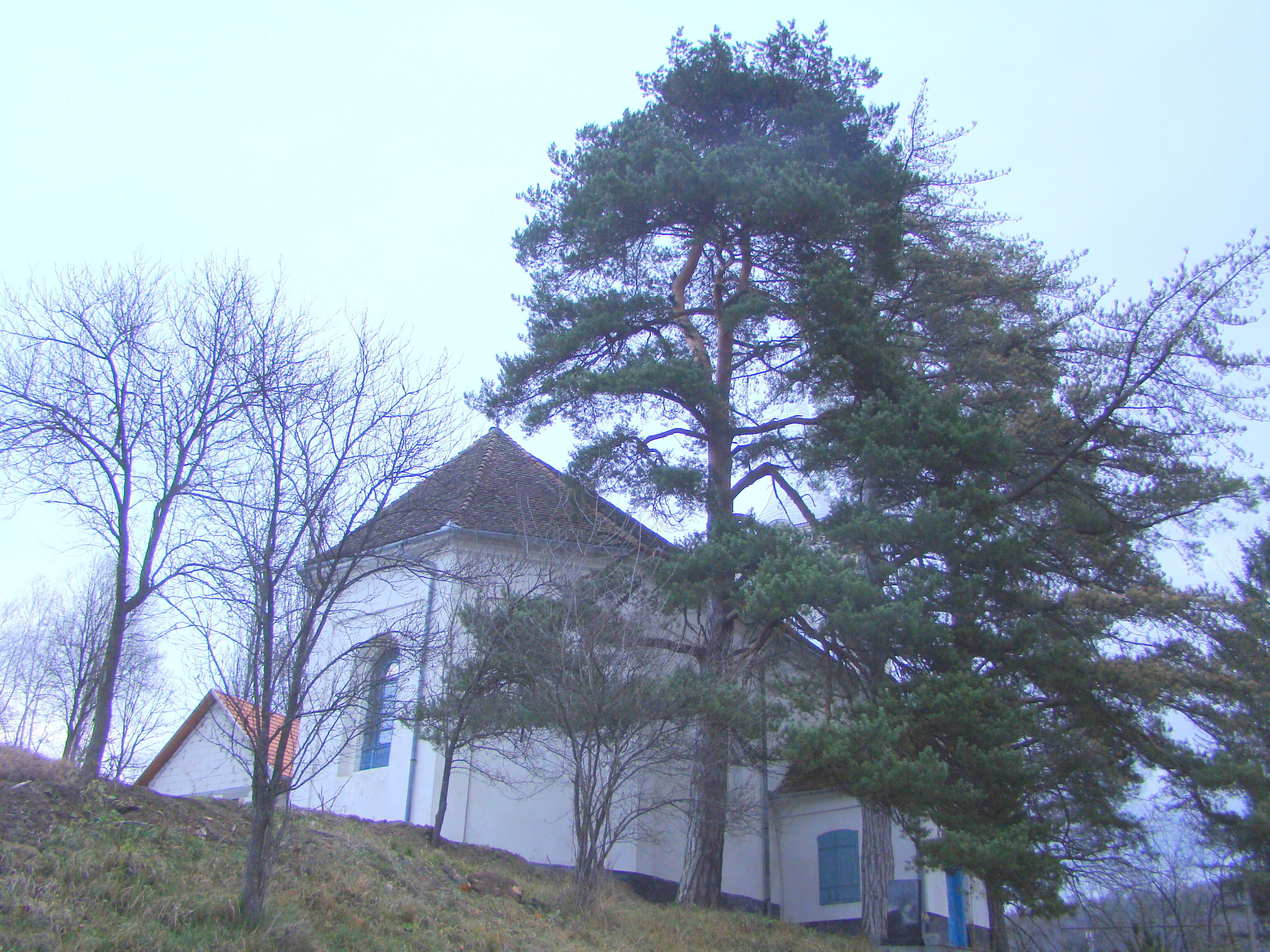
Biserica reformată (1885)
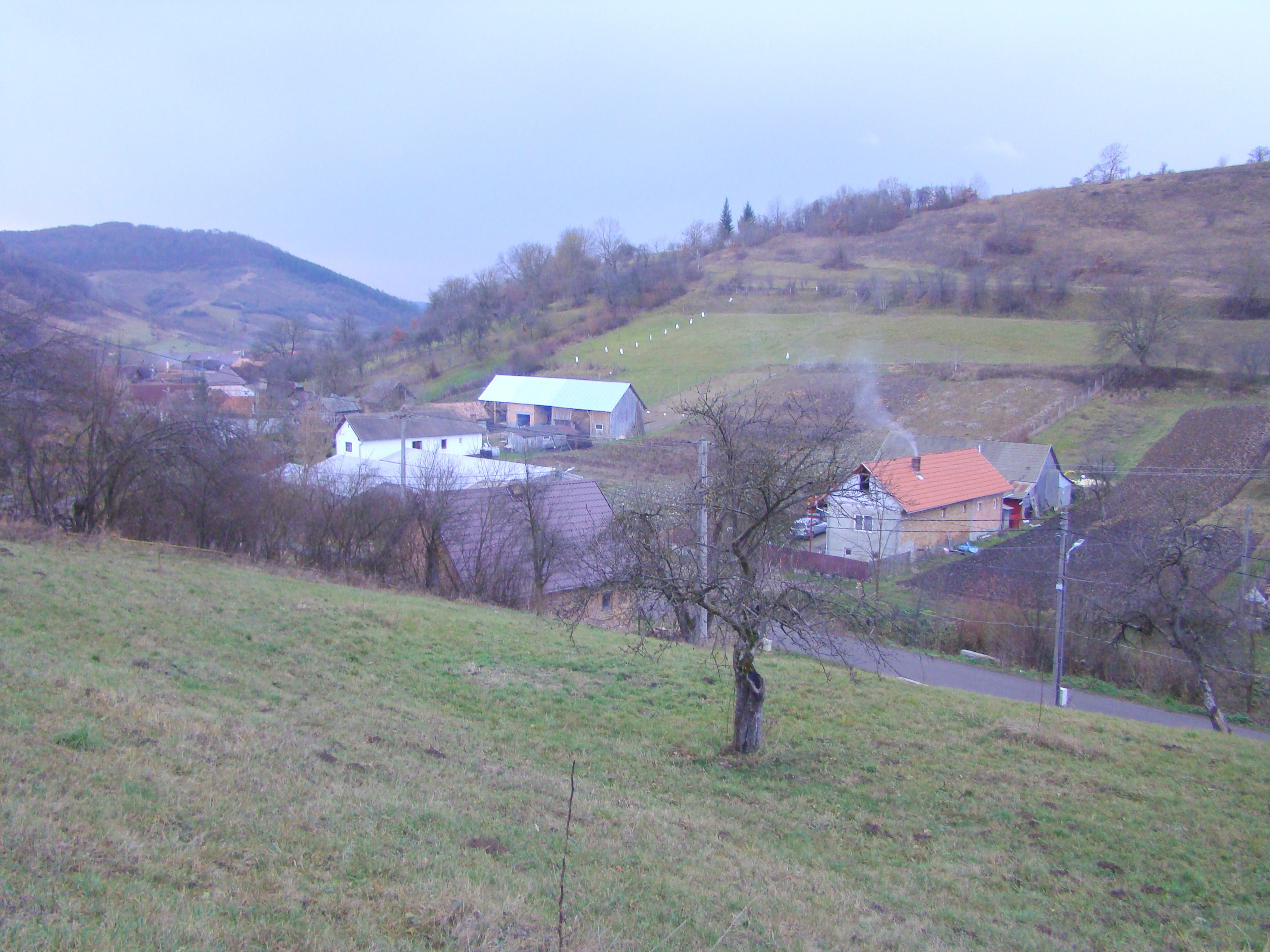
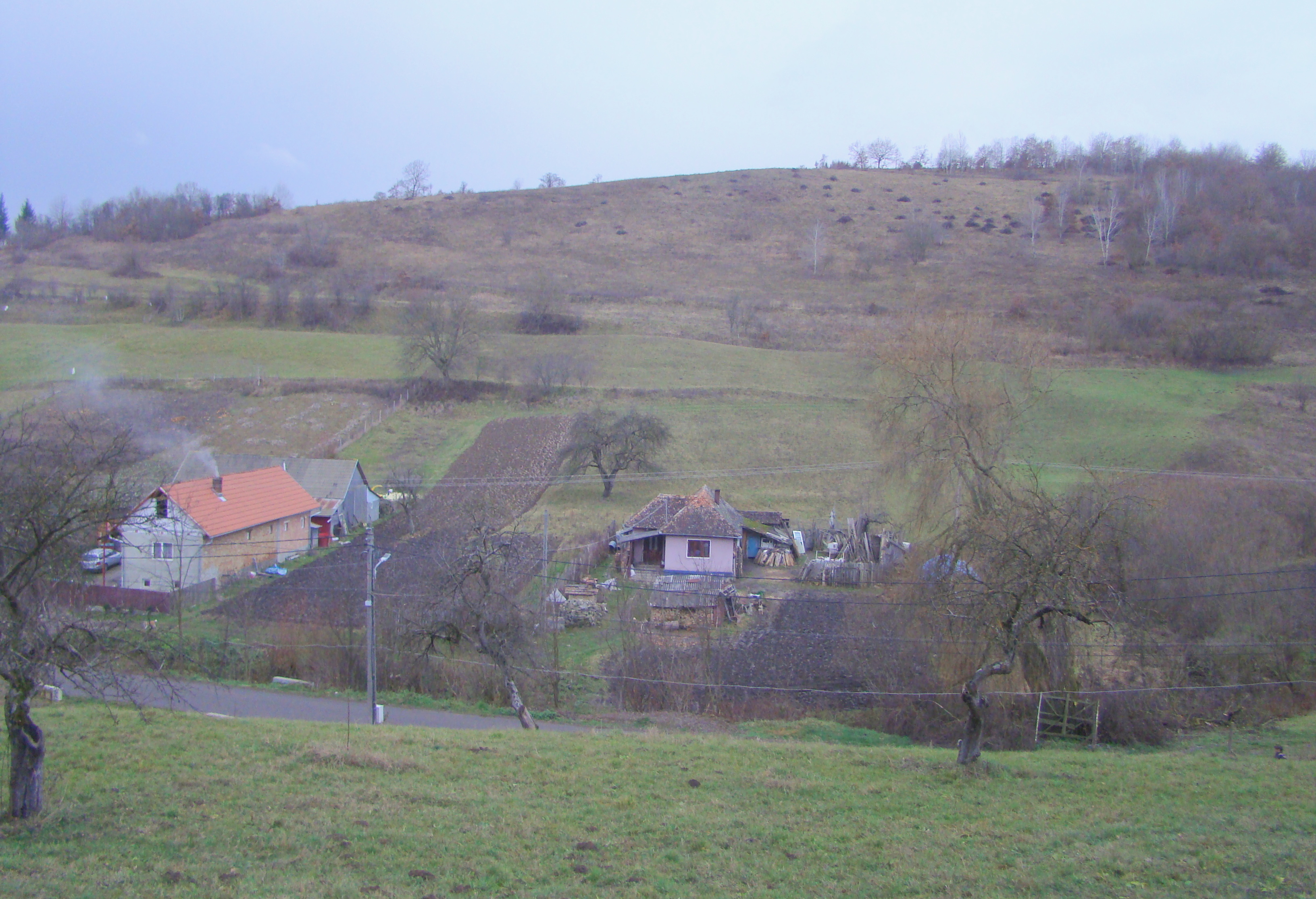
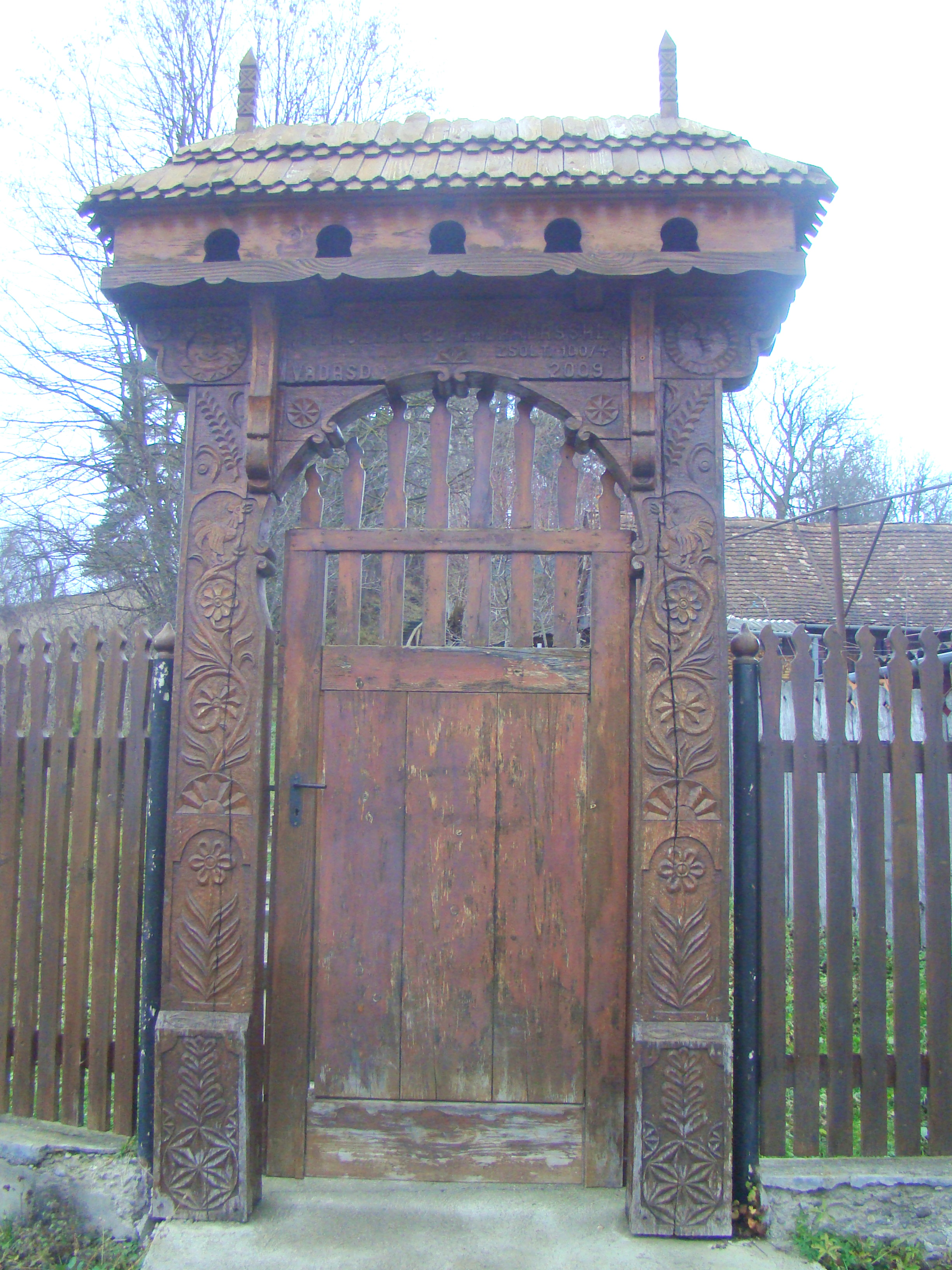
Poarta de lemn a bisericii reformate
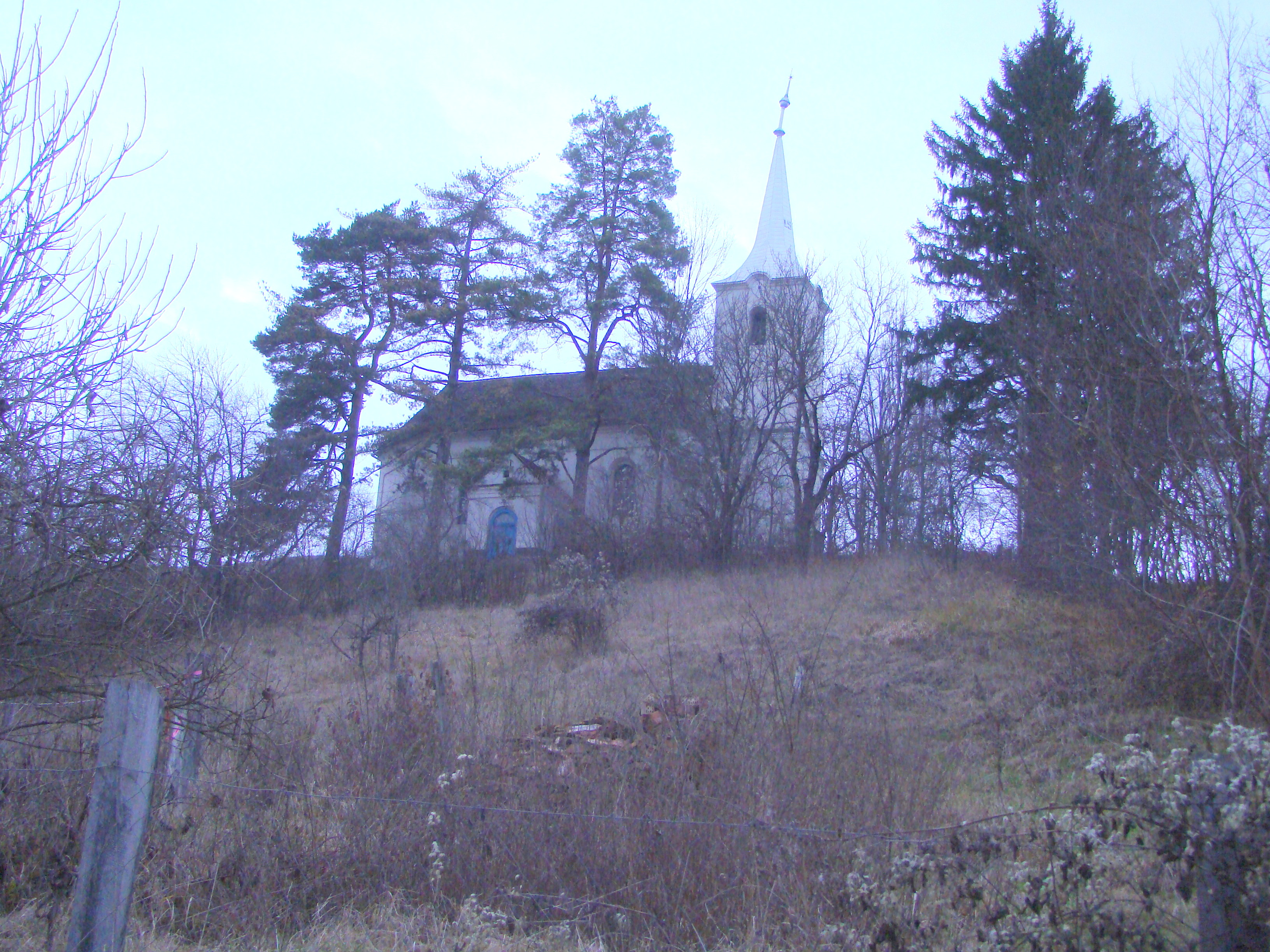
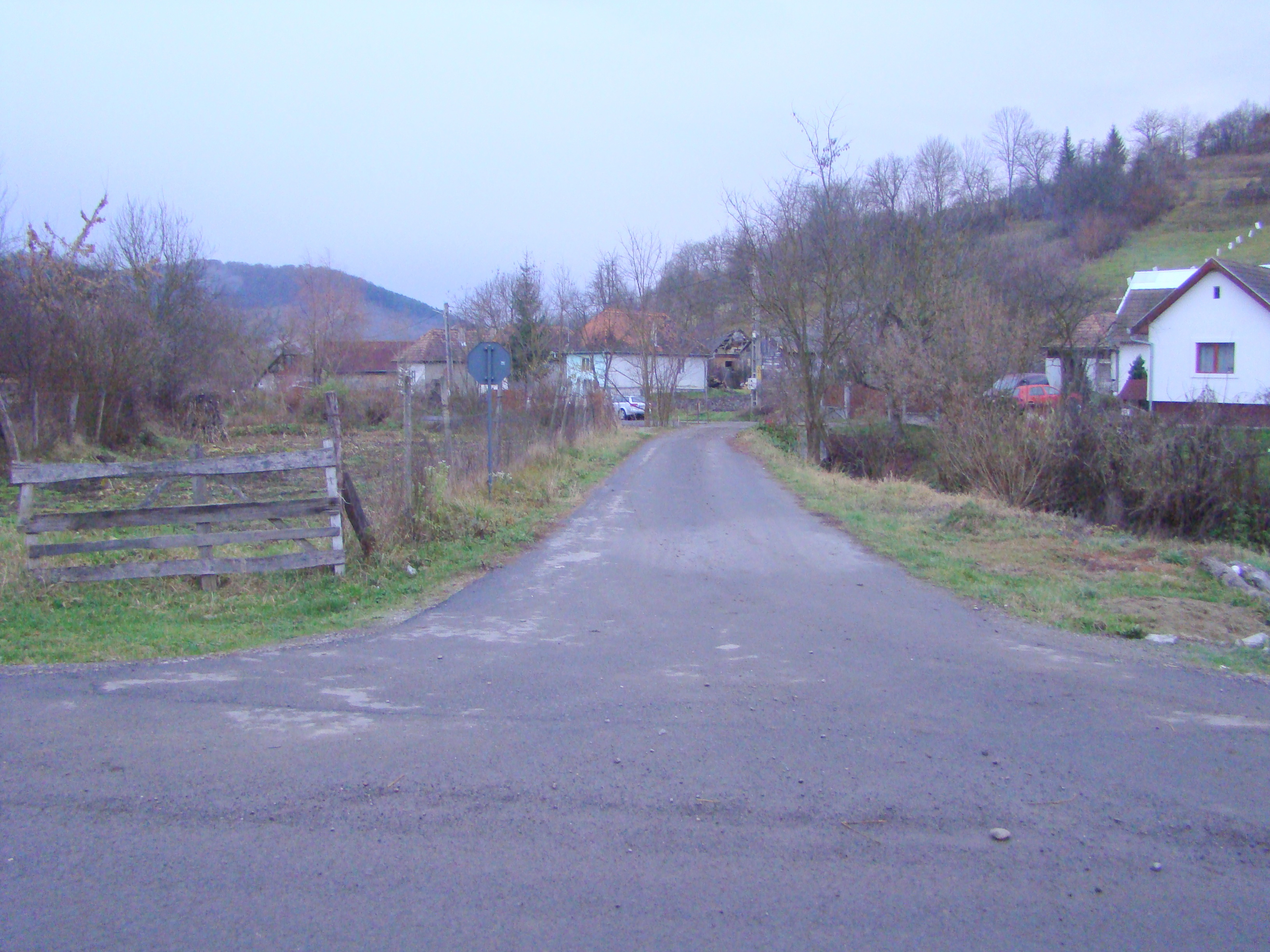